# Jasień (dopływ Odry)
Jasień (niem. Geschen) – struga, lewy dopływ Odry o długości 6,5 km. Wypływa ze Wzgórz Dalkowskich na południowym stoku bezimiennej góry o wysokości 205 m n.p.m., będącej najwyższym wzniesieniem tej części Wzgórz Dalkowskich. Płynie dalej na zachód w kierunku Naroczyc, a następnie na południowy wschód w kierunku Ciechłowic, gdzie uchodzi do Odry. Bieg strugi jest częściowo ujęty w rów melioracyjny.